# Prisonnier au Vatican
Prisonnier au Vatican ou prisonnier du Vatican (en italien : Prigioniero in Vaticano ; en latin : Captivus Vaticani) est l'appellation que se sont donnée  les papes depuis la prise de Rome par les forces armées du royaume d'Italie le 20 septembre 1870 jusqu'aux accords du Latran du 11 janvier 1929 , soit une période de 59 ans.
La prise de Rome, étape du processus de l'unification italienne, met fin au pouvoir temporel millénaire du pape sur l'Italie centrale et permet à Rome de devenir la capitale de la nouvelle nation italienne. Bien que les Italiens n'occupent pas les territoires de la colline du Vatican délimités par les murs léonins, et qu'ils souhaitent créer une cité-État dans la région, les pontifes, de Pie IX à Pie XI, rejettent toute proposition et se décrivent comme prisonniers du nouvel État italien.
Pendant 59 ans, ces cinq papes refusent de quitter le palais du Vatican afin d'éviter tout ce qui pourrait ressembler à une acceptation de l'autorité exercée par le gouvernement italien sur Rome dans sa globalité. Ils refusent également de se présenter sur la place Saint-Pierre ou sur le balcon de la basilique du Vatican qui lui fait face ; ils adressent les bénédictions Urbi et Orbi depuis un balcon donnant sur une cour ou bien de l'intérieur de la basilique ; et le couronnement des papes a lieu dans la chapelle Sixtine.

## Contexte
Alors que le nationalisme déferle sur la péninsule italienne au XIXe siècle, les efforts d'unification de l'Italie rencontrent un obstacle : les États pontificaux, qui traversent le milieu de la péninsule et comprennent l'ancienne capitale de Rome. Les États pontificaux avaient réussi à repousser les tentatives de conquêtes en grande partie grâce à l'influence du pape sur les dirigeants des grandes puissances européennes telles que la France et l'Autriche. Lorsque les troupes italiennes sont entrées à Rome, le gouvernement italien aurait eu l'intention de laisser le pape conserver la partie de Rome sur la colline du Vatican à l'ouest du Tibre, appelée Cité léonine en raison de ses murs construits par le pape Léon IV, un petit État papal restant. Mais Pie IX refuse. Une semaine après leur entrée à Rome, les troupes italiennes avaient pris toute la ville à l'exception des territoires de la colline du Vatican ; les habitants de Rome ont alors voté pour rallier l'Italie (ceux qui vivaient au Vatican étaient autorisés à voter en dehors des murs léonins).
La crise prend fin en 1929 avec la signature des Accords du Latran par lesquels est créé l'État moderne du Vatican.

## La loi des Garanties
Votée huit mois après la prise de Rome, la loi italienne des garanties du 13 mai 1871 est une tentative pour résoudre le problème, en faisant du pape un sujet du royaume d'Italie et non plus un souverain indépendant, tout en lui garantissant certains honneurs similaires à ceux octroyés au roi, et le droit d'envoyer et de recevoir des ambassadeurs.
Les papes — Pie IX (mort en 1878) et ses successeurs Léon XIII (règne de 1878 à 1903), Pie X (1903–14), Benoît XV (1914–22) et (de 1922 jusqu'à ce que le problème soit résolu en 1929) Pie XI — refusent d'accepter cette décision unilatérale qui, selon eux, pourrait être renversée par le même pouvoir qui l'a accordée, et qui ne garantit pas non plus que leurs décisions soient perçues comme clairement exemptes de l'ingérence d'un pouvoir politique. Les papes déclarent qu'une souveraineté totale est nécessaire pour éviter qu'un gouvernement civil ne tente d'interférer dans la gouvernance de l'Église romaine universelle. Par conséquent, même après la promulgation de la loi des garanties, le pape Pie IX et ses successeurs jusqu'à Pie XI inclus, décident de ne pas quitter le palais du Vatican, afin de ne pas se soumettre à l'autorité de l'État italien. En raison de la crise, le pape Pie IX excommunie le roi d'Italie.
Il existe, surtout dans les zones rurales fortement catholiques d'Italie, une grande tension entre l'Église et l'État. Le royaume nouvellement unifié d'Italie ne reconnaît pas la validité des mariages célébrés par l'Église, tandis que l'Église soutient que le royaume d'Italie n'est pas légitime et que les mariages de l'Église sont suffisants devant Dieu.

## La Question romaine
Après la chute de Rome, la plupart des pays continuent d'accréditer des représentants diplomatiques auprès du Saint-Siège, qu'ils considèrent comme une entité morale du droit international public avec laquelle ils souhaitent être en relation. Toutefois, les pays rappellent leurs consuls, dont le travail était auparavant plutôt lié au pouvoir temporel de la papauté, lequel est à présent supprimé. Cependant, aucune relation diplomatique n'existe entre le Saint-Siège et le nouvel État italien.
Le biographe Jasper Ridley écrit que, au Congrès de la paix et de la liberté de 1867, Garibaldi parlait de « cette institution pestilentielle qui s'appelle la papauté » et proposait de porter « le coup fatal au monstre ». Ce reflet de l'amertume générée par la lutte contre le pape Pie IX en 1849 et 1860, offre un contraste frappant avec la lettre que Garibaldi avait écrite au pape en 1847 depuis Montevideo, avant les événements.
L'impasse prend fin le 11 février 1929 lorsque les accords de Latran créent un nouveau micro-État : l'État de la Cité du Vatican, et ouvrent la voie aux relations diplomatiques entre l'Italie et le Saint-Siège. À son tour, le Saint-Siège reconnaît le royaume d'Italie, avec Rome pour capitale, mettant ainsi fin au prétexte du confinement volontaire des papes au Vatican. Par la suite, les papes recommencent à visiter leur cathédrale, la basilique Saint-Jean-de-Latran, située de l'autre côté de la ville de Rome, et à se rendre régulièrement à leur résidence d'été à Castel Gandolfo, à 30 km de Rome.

## Sources
- (en) Cet article est partiellement ou en totalité issu de l’article de Wikipédia en anglais intitulé « Prisoner in the Vatican » (voir la liste des auteurs).
- (en) Raffaele De Cesare : The Last Days of Papal Rome, Londres : Archibald Constable & Co., 1909
- (en) David I. Kertzer, Prisoner of the Vatican, Boston, Houghton Mifflin Harcourt, 2004 (ISBN 978-0-54734716-5, lire en ligne)

Lire en ligne